# Samir Ujkani
Samir Ujkani, född 5 juli 1988 i Vushtrri i SFR Jugoslavien (nuvarande Kosovo), är en kosovoalbansk före detta fotbollsmålvakt som sist spelade för den italienska klubben Empoli. 
Ujkani har på landslagsnivå representerat Albanien för vilka han debuterade år 2009 i en match mot Georgien. I mars 2014 bytte Ujkani landslag då han spelade för Kosovo i landets första officiella fotbollslandskamp, en vänskapsmatch mot Haiti.

## Biografi
Ujkani föddes i Resnik i Kosovo forna Jugoslavien, en liten by som idag är en del av kommunen Vushtrri i centrala Kosovo. Vid sex års ålder flyttade Ujkani med sin familj till Belgien. Mellan år 2007 och 2009 tillhörde Ujkani Serie A-klubben Palermo, men efter att under två år ha spelat en match flyttade han år 2009 till Novara. Där spelade han inledningsvis på lån och sedan på delägarskap.
22 juni 2012 köpte Palermo tillbaka Ujkani.
Den 14 juli 2017 skrev han under för Serie B-klubben Cremonese. Den 20 juli 2018 skrev han på ett treårskontrakt med Çaykur Rizespor.
Den 31 augusti 2021 värvades Ujkani av Empoli. Han debuterade den 15 december 2021 i en 4–3-seger över Hellas Verona i italienska cupen. Under säsongen 2021/2022 var han främst andremålvakt bakom Guglielmo Vicario och spelade endast en cupmatch. Den 29 augusti 2022 förlängde Ujkani sitt kontrakt i Empoli med ett år.